# Club Sportivo Patria
El Club Sportivo Patria es un club deportivo de la ciudad de Formosa de la provincia homónima, en Argentina. Fue fundado el 14 de octubre de 1911 y desde 2018 participa únicamente la Liga Formoseña, luego de su renuncia a participar del Torneo Regional Federal Amateur. Su presidente es Arturo Perelli. Es el único club de Formosa que jugó en la Primera División del Fútbol Argentino y actualmente se ubica en el puesto 87 (Era profesional) y 137 (Tabla histórica completa) de la Clasificación histórica de la primera división de fútbol argentino con 12 puntos.
El Estadio Antonio Romero que utiliza es propiedad de la Liga Formoseña de Fútbol, con una capacidad de 23.000 espectadores, se encuentra en la Av. Gobernador Gutnisky 2800.
Patria es conocido como decano ya que fue el primer club de fútbol fundado en la ciudad de Formosa. Su primer presidente fue don Francisco Bibolini. Utiliza camiseta con bastones rojos y blancos. Es el club más laureado de la Liga Formoseña de Fútbol con 17 títulos.
Su clásico rival es el Club Social y Deportivo Luis Jorge Fontana, con el cual existe una historia previa al inicio de esta rivalidad. Por otra parte y debido a sus participaciones en campeonatos argentinos de ascenso, Patria entabló rivalidades con los clubes San Martín y Sol de América, siendo los tres encasillados dentro del grupo de "los 4 grandes de Formosa", junto a Primero de Mayo. De todos estos, con San Martín anima el llamado "Clásico Formoseño", debido a que son los dos clubes con mayor número de simpatizantes de la provincia.

## Paso por Primera División
Patria clasificó al Torneo Nacional de 1976 de Primera División de Argentina mediante el Torneo Regional 1976.
Participó del grupo C, en donde enfrentó a Huracán, Unión (SF), Rosario Central, Vélez Sarsfield, entre otros. Ganó cuatro partidos (incluido un triunfo 5-0 a Platense), empató otros cuatro y sumó diez derrotas, anotó 24 goles y le convirtieron 37. Conquistó 12 unidades (en esa época se asignaban dos puntos por victoria) y el máximo goleador en dicho certamen fue Gilberto Villasanti con 4 tantos.

## Ascenso al Torneo Argentino A 2005/06

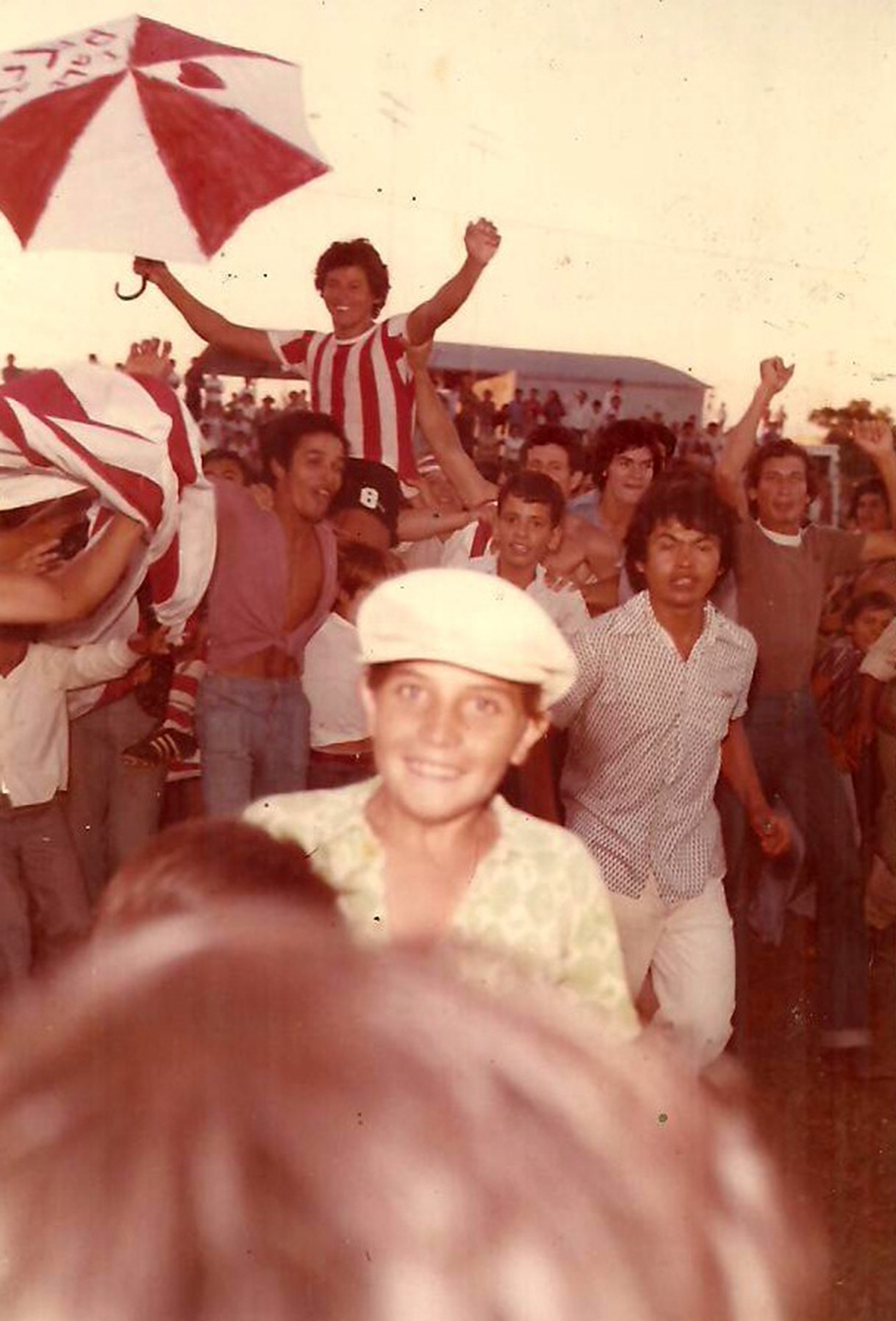
Cristino Centurion en el Club Sportivo Patria

Después de 1976, Patria no había vuelto a tener otra alegría hasta la Temporada 2004/05 del Torneo Argentino B donde consigue el tan ansiado ascenso ganándole la liguilla complementaria a Real Arroyo Seco con un global de 5-4, empatando 4 a 4 en Santa Fe con 3 goles del gran Aldo Visconti y uno de Hugo Jazmin y en la vuelta ganando en Formosa 1 a 0 con gol de David Gómez.
En el Apertura 2004 Patria quedó fuera de la zona de clasificación terminando 4° de 6 equipos con 14 puntos debido a 4 victorias, 2 empates y 4 derrotas, compartiendo la zona H con los equipos de Chaco For Ever, Club Atlético 9 de Julio (Rafaela), Patronato, Sarmiento de Resistencia y el Libertad de Sunchales. Pero en el Clausura 2005, el equipo formoseño logró clasificar a la segunda fase del torneo consiguiendo 19 puntos en 10 partidos, de los cuales ganó 6, empató 1 y perdió 3, con Visconti marcando 15 goles en 24 partidos jugados.
En la Segunda Fase se enfrentó contra Textil Mandiyú en partido de ida y vuelta a eliminación directa. Patria ganó 2 a 1 la serie (1 a 0 en Formosa y 1 a 1 en Corrientes), clasificando a la Tercera Fase donde lo esperaba el equipo de Chaco For Ever. La serie terminó con victorias 1 a 0 de ambos equipos en los partidos de ida y vuelta respectivamente, y tuvo que ser definida desde el punto del penal, donde ganó Patria 4 a 3, clasificando a semifinales. Allí se enfrentó al Club Atlético 9 de Julio (Rafaela). En el partido de ida jugado en Rafaela, el equipo de 9 de Julio le ganó 3 a 0 a Patria, por lo que parecía que la serie se había definido. Sin embargo, en el partido de vuelta jugado en Formosa, Patria pudo dar vuelta el resultado ganando por 4 a 0 y pasando a la gran final para enfrentar al Club Atlético San Martín (Tucumán), en un resultado que fue considerado histórico.
Patria perdió los dos partidos jugados contra el equipo tucumano sin siquiera marcar un gol, empatando 0 a 0 en Formosa y perdiendo 2 a 0 en Tucumán, con lo que el equipo de San Martín lograba el ascenso al Torneo Argentino A y relegaba a Patria a jugar la liguilla complementaria para poder lograr el ascenso.
En la liguilla le tocó jugar contra un equipo perteneciente al Torneo Argentino C, el Real Arroyo Seco. En el partido de ida empataron 4 a 4 en un partido donde la figura fue Aldo Visconti, marcando 3 goles, y en el partido de vuelta jugado en Formosa, Patria ganó el partido 1 a 0 con gol del paraguayo Davíd Gómez y logrando el ascenso al Torneo Argentino A, donde se mantendría jugando por 3 temporadas consecutivas hasta descender en la temporada 2007/08.

## Invitación, descenso y actualidad

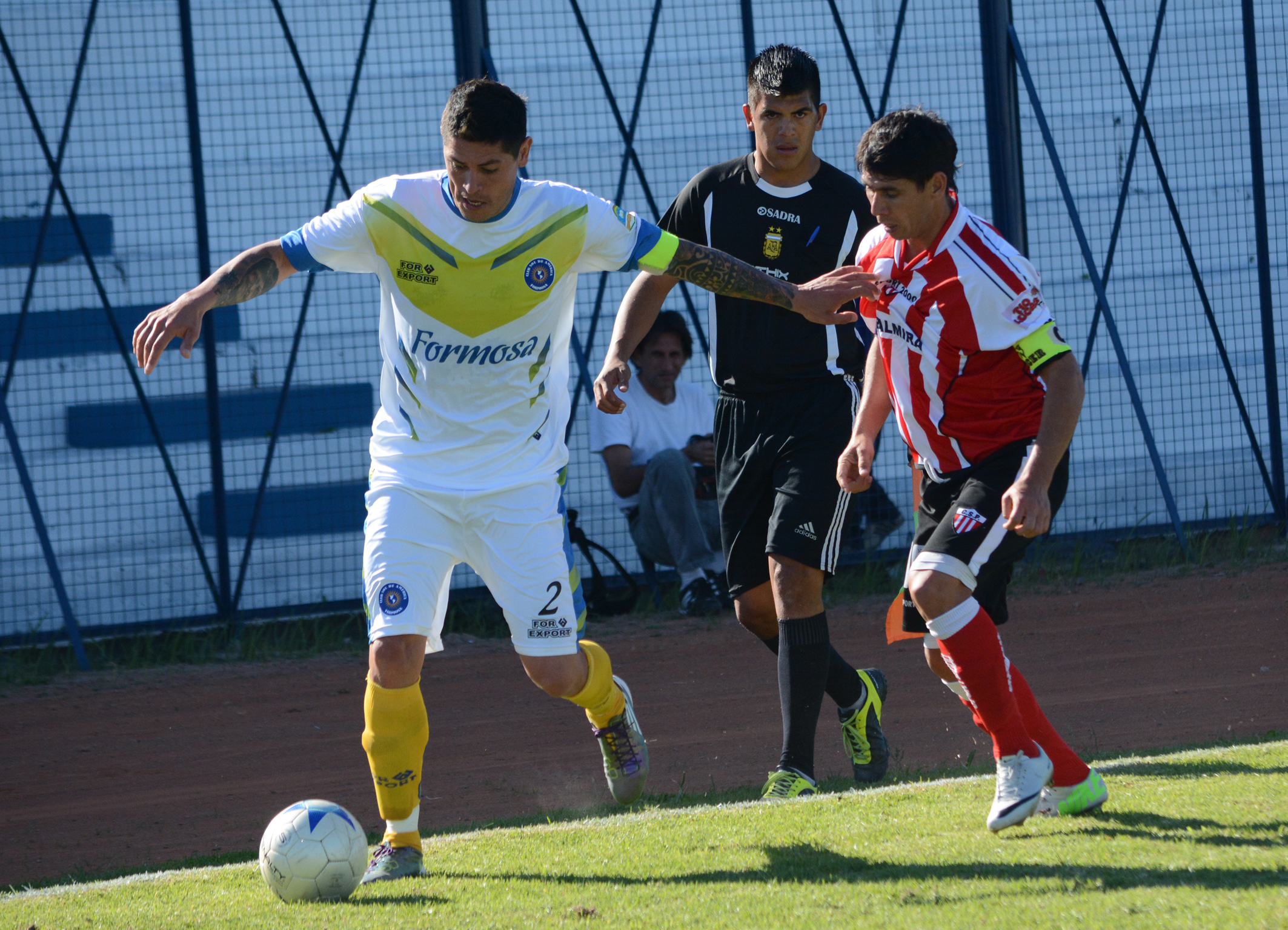
Paulo Centurión del Club Sol de América (Formosa) cubre el balón ante Hugo Troche del Club Sportivo Patria (Formosa)

En 2014 fue invitado al Torneo Federal A junto a Sol de América, con motivo de la reestructuración de la AFA de invitar a clubes de cada provincia con el objeto de que cada una tenga al menos 2 representantes.
En la edición de transición, participó de la Zona 4 donde llegó a la penúltima fecha con 17 puntos, 4 por debajo de Juventud Unida de Gualeguaychú a quien enfrentaba y vencería en la última fecha. Sin embargo, a pesar de vencer 5 a 3 a Sarmiento de Resistencia, Juventud venció a Gimnasia y Tiro, manteniendo la diferencia de puntos y obteniendo el ascenso. A pesar de ello, el conjunto formoseños clasificó para pelear por los 2 ascensos restantes.
En los octavos de final logró vencer a Juventud Antoniana tras igualar en Salta y vencer en Formosa. En los cuartos de final, enfrentó a San Lorenzo de Alem a quien venció de local por 2 a 0, resultado que sería vital para vencer en el global tras la caída por la mínima en Catamarca. En la semifinales se definían los ascensos y se enfrentó a Paraná donde cayó por 2 a 0 en Paraná y, en Formosa, terminó de quedarse sin el ascenso tras ir cayendo por 3 a 1 y suspenderse el encuentro por incidentes.
Luego de 2 temporadas flojas; en la temporada 2016/17, luego de superar la primera fase con lo Justo, volvería a realizar una buena campaña al terminar tercero en la zona 1 de la segunda fase, por debajo de Gimnasia y Tiro y Mitre de Santiago del Estero, que clasificaron a la Tercera fase por el primer ascenso, donde no pudo acceder al quedar Agropecuario Argentino como mejor tercero. Luego quedaría rápidamente eliminado por Gutierrez en la tercera etapa de la reválida por el segundo ascenso.
En la temporada 2017/18, quedó relegado a la reválida donde, a pesar de haber quedado segundo en la primera etapa, no pudo mantener la categoría al quedar antepenúltimo en la tabla general de descensos.
Debido a la eliminación del Federal B, el equipo descendió al nuevo Torneo Regional Federal Amateur que se iba a disputar en 2019, pero decidió renunciar a su plaza volviendo a la Liga Formoseña.

## Logros
- 2004/05: Ascenso al Torneo Argentino A[7]
- 1976: Participación en el Torneo Nacional[8]
- 1934, 1939, 1944, 1946, 1952, 1954, 1958, 1966, 1969, 1970, 1976, 1978, 1979, 1981, 1985, 1991, 2004: Liga Formoseña de Fútbol